# Children of the Corn III: Urban Harvest
Brasil: Colheita Maldita 3: Colheita Urbana / Portugal: A Revolta dos Filhos da Terra (no original em inglês, Children of the Corn III: Urban Harvest) é o terceiro filme da série Children of the Corn, baseada no conto homônimo de Stephen King. O filme foca em dois irmãos misteriosos os quais, após viverem na Nebrasca rural em suas vidas inteiras, são adotados e trazidos para Chicago; uma cadeia de eventos mortais envolvendo a família se segue, além de surgirem revelações sobre um culto no qual o irmão mais jovem pode estar envolvido. O filme tem no elenco Daniel Cerny no papel principal do irmão mais novo, Eli, e também marca a estréia em filme de Charlize Theron, que teve um papel sem fala como uma das seguidoras do culto.
Colheita Maldita 3:Colheita Urbana foi o primeiro feito inteiramente por Dimension/Miramax Films, e o último na série a receber um lançamento amplo nos cinemas. Ele estreou nos cinemas dos Estados Unidos em 12 de setembro de 1995.

## Elenco
Os recém-órfãos Joshua e Eli, de Gatlin, Nebrasca (local do primeiro filme), são adotados pelo Sr. e Sra. Porter de Chicago após o assassinato de seu pai.Quando eles se matriculam na escola em Chicago, todos percebem que eles são estranhos. Eli é um discípulo enviado por "Aquele que anda por detrás das fileiras", a entidade demoníaca das crianças do milharal, e começa a recrutar crianças locais para seguirem os comandos do demônio.
- Daniel Cerny como Eli
- Ron Melendez como Joshua
- Jim Metzler como William Porter
- Nancy Lee Grahn como Amanda Porter
- Michael Ensign como Father Frank Nolan
- Jon Clair como Malcom

- Esse foi o primeiro filme para Nicholas Brendon, que aparece como um dos jogadores de basquetebol.
- Charlize Theron também tem um pequeno papel como uma das crianças do milho.

## Informação da Produção
O filme foi filmado em dezembro de 1993 em Los Angeles. O fim das filmagens foi em 14 de janeiro de 1994.

## Ligações Externas
- Children of the Corn III. no IMDb.